# 앨런 더쇼비츠
앨런 더쇼비츠(1938년 9월 1일-)는 미국의 변호사, 법학자, 저자, 정치고문이다. 미국 헌법과 형법의 저명한 법학자이다. 1967년 28세의 나이로 하버드 로스쿨 교수가 되었다. 하버드 로스쿨 역사상 최연소 교수의 기록이다.

## 생애
더쇼비츠는 1938년 뉴욕 브루클린에서 유태인 부부의 아들로 태어났다. 고등학교를 졸업한 더쇼비츠는 브루클린 대학교에서 정치학 전공으로 학사(A.B.) 학위를 받고 예일 로스쿨에 입학하여 재학 중 예일 로저널(Yale Law Journal)의 편집장을 지냈으며, 1962년 수석으로 법학 학사(LL.B.) 학위를 취득하였다. 법학 학사 학위 취득 후, 변호사 자격을 취득하고서 워싱턴 DC 항소법원 수석판사 데이비드 바젤론(David Bazelon)의 보좌관(law clerk)이 되었다. 1963년 미국 연방 대법원의 아서 골드버그 대법관의 보좌관으로 2년간 있었다. 1964년 하버드 로스쿨 조교수가 되었다. 1968년 28세의 나이로 하버드 로스쿨 역사상 최연소 정교수가 되었다.
현재 위키리크스의 줄리언 어산지의 변호사이다.

## 항소심 변호사
앨런 더쇼비츠는 자산이 하버드 로스쿨 형법 교수여서 생계걱정이 없기 때문에, 형사소송 항소심 사건 중에서 자신의 입맛에 맞는 사건만 선택해서 수임했다고 말한다. 자신이 맡은 형사소송 사건의 피고인 상당수는 1심에서 유죄선고를 받은 형사소송 변호사들이었다. 미국에서는 형사소송 변호사들이 검찰청의 분노를 사서, 범죄자로 기소되는 경우가 매우 많으며, 자신의 형법 첫강의 때도 항상 학생들에게, "통계적으로 형사소송 변호사가 범죄로 기소되는 경우는 매우 많다"는 것을 주의시킨다고 한다. 범죄로 기소된 형사소송 변호사들의 형사소송 변호사로서 유명하기 때문에, 앨런 더쇼비츠는 미국 법조계 최후의 보루라는 평가도 받는다.

## 케이스

### 포르노(1976년)
더쇼비츠는 포르노 영화 깊은 목구멍을 배포한 혐으로 기소되어 1심에서 유죄 판결을 받은 해리 림스의 항소심을 성공적으로 방어했다. 미국 수정 헌법 제1조을 근거로 하여 포르노의 검열 주장에 대해 반박했으며, 포르노의 소비가 무해하다는 주장을 관철시켰다. 전세계의 법학에서는 인체에 무해한 경우에는 비범죄화를 해야 한다는 것이 큰 흐름이다.

## 인용
그러나 수많은 판사의 검은 법복 아래서 내가 목격한 것은 부패와 무능력, 편견, 게으름, 야비한 성품, 평범하고 흔한 어리석음이었다.